# 길상산
길상산(吉祥山)은 인천광역시 강화군 길상면에서 가장 높은 산이다. 해발 336m이며 인근에 전등사가 있다.